# Geneviève Nga Onana
Geneviève Nga Onana es una deportista camerunesa que compitió en judo. Ganó una medalla de plata en los Juegos Panafricanos de 1999, y una medalla de bronce en el Campeonato Africano de Judo de 1998.

## Palmarés internacional
| Juegos Panafricanos | Juegos Panafricanos       | Juegos Panafricanos | Juegos Panafricanos |
| Año                 | Lugar                     | Medalla             | Categoría           |
| ------------------- | ------------------------- | ------------------- | ------------------- |
| 1999                | Johannesburgo (Sudáfrica) | Medalla de plata    | –52 kg              |
| Campeonato Africano |                           |                     |                     |
| Año                 | Lugar                     | Medalla             | Categoría           |
| 1998                | Dakar (Senegal)           | Medalla de bronce   | –52 kg              |